# Cheilotrichia (Empeda) bonaespei
Cheilotrichia (Empeda) bonaespei is een tweevleugelige uit de familie steltmuggen (Limoniidae). De soort komt voor in het Afrotropisch gebied.